# Sukajk
Sukajk (arab. سكيك) – wieś w Syrii, w muhafazie Idlib. W 2004 roku liczyła 848 mieszkańców.